# Marke (Hückeswagen)
Marke ist eine Ortschaft in Hückeswagen im Oberbergischen Kreis im Regierungsbezirk Köln in Nordrhein-Westfalen (Deutschland).

## Lage und Beschreibung
Marke liegt im nordöstlichen Hückeswagen nahe Radevormwald an der Bundesstraße 483 (B483). Nachbarorte sind Herweg, Hagelsiepen, Niederhagelsiepen, Pleuse, Oberbeck, Fockenhausen, Laake und Radevormwald-Vorm Holte.
Nördlich von Marke entspringt der Bach Hagelsiepen. Über die Buslinien 336 und 339 des VRS besteht Anbindung an den öffentlichen Personennahverkehr.

## Geschichte
Die Erstnennung wird auf das Jahr 1850 wird des Ortes datiert. Bei Marke überquerte die Hückeswagener Landwehr die heutige Bundesstraße.